# Trzciniak blady
Trzciniak blady (Acrocephalus taiti) – gatunek małego ptaka z rodziny trzciniaków (Acrocephalidae). Występuje endemicznie na niezamieszkanej wyspie Henderson należącej do Pitcairn (terytorium zamorskie Wielkiej Brytanii).

## Systematyka
Gatunek monotypowy. Dawniej łączony był w jeden gatunek z trzciniakiem plamistym (A. rimitarae) i białoskrzydłym (A. vaughani).

## Morfologia
Długość ciała 17 cm; masa ciała: samce 22,5–30,5 g, samice 21–25 g. Dorosłe osobniki maja oliwkowobrązowy grzbiet oraz biały spód ciała z lekko żółtawym odcieniem. Wierzch głowy nakrapiany oliwkowo-brązowo-biało, reszta głowy biała z ciemnym paskiem ocznym. Białe pióra zmiennie i często asymetrycznie rozrzucone między ciemniejszymi piórami. Niektóre osobniki są niemal całkowicie białe.

## Ekologia i zachowanie
Jest to ptak leśny, żerujący na wszystkich poziomach lasu. Zwykle spotykany w grupach rodzinnych. Ma zróżnicowaną dietę, w skład której wchodzi kilka gatunków ślimaków lądowych, mrówki, muchy, chrząszcze, karaluchy, osy, a także nasiona i miazga owocowa. Okres lęgowy trwa od końca sierpnia do początku stycznia. Trzciniak blady buduje gniazda na wielu różnych gatunkach drzew w dolnej części lasu. Rozmnaża się w parach lub w trójkach, składających się zwykle z niespokrewnionych ptaków. W zniesieniu 2–3 jaja.

## Status
IUCN uznaje trzciniaka bladego za gatunek narażony (VU, Vulnerable) nieprzerwanie od 2000 roku, kiedy został po raz pierwszy sklasyfikowany jako osobny gatunek. Taka ocena wynika z faktu, że ptak ten występuje tylko na jednej małej wyspie, gdzie istnieje ryzyko przypadkowego zawleczenia obcych gatunków, zwłaszcza drapieżnych ssaków (wyspa, choć odizolowana, bywa odwiedzana przez pasażerów i załogi statków). Liczebność populacji trzciniaka bladego w 1992 roku szacowano na 7200 dorosłych osobników. Trend liczebności populacji uznawany jest za stabilny. Na wyspie występuje zawleczony tu szczur polinezyjski (R. exulans) i ma on duży wpływ na populację trzciniaka bladego, o czym świadczy tymczasowy wzrost liczebności ptaków w latach 2011–2015 po tym, jak w sierpniu 2011 roku przeprowadzono zakończoną niepowodzeniem próbę całkowitego wytępienia tych gryzoni. Szczury są główną przyczyną niepowodzenia lęgów.